# CBS Mornings
CBS Mornings è un programma televisivo statunitense che va in onda dal 7 settembre 2021 sul network televisivo CBS. È l'undicesimo programma mattutino prodotto trasmesso dalla CBS dal 1954.

## Storia

### Sviluppo
Nel gennaio 2021, la CBS ha annunciato che Shawna Thomas era stata assunta come nuovo produttore esecutivo di CBS This Morning, ricoprendo un ruolo che era vacante da diversi mesi.

## Formato
CBS Mornings presenta molti tratti distintivi del programma che lo ha preceduto, CBS This Morning, sebbene con alcune modifiche.

## Presentatori

### Anchor
- Gayle King
- Tony Dokoupil
- Nate Burleson

### Corrispondenti
- David Begnaud – Lead National Correspondent
- Jericka Duncan – National Correspondent
- Vladimir Duthiers – Conduttore del segmento "What to Watch"
- Anna Werner – Consumer Investigative Correspondent